# Октоих Швайпольта Фиоля
Окто́их Швайпо́льта Фио́ля — богослужебная книга «Октоих», напечатанная в 1491 году в Кракове Швайпольтом Фиолем, первая славянская кириллическая инкунабула. В числе кириллических изданий XV века в 1997 году включена ЮНЕСКО в международный реестр «Память мира».

## Описание издания
Книга напечатана шрифтом, подражающим славянским рукописям этого времени: полуустав с довольно толстыми линиями, пропорции букв имеют готическое влияние, деление на слова отсутствуют, имеются знаки препинания. Шрифты для издания изготовил студент Краковского университета Рудольф Борсдорф. Текст напечатан в технике двухцветной печати, начальные буквы каждой главы раскрашены киноварью. Имеются отдельные скромные орнаментальные украшения: на втором листе — плетёная заставка и инициал, по тексту простые инициалы-ломбарды.

Последний лист издания содержит колофон: 
Докончана бысъ сiя книга у великомъ градѣ оу Краковѣ при державѣ великаго короля полскаго Казимира, и докончана бысъ мѣщаниномъ краковьскымъ Шваиполтомъ, Феоль, изъ нѣмецъ нѣмецкаго родоу, Франкъ. И скончашасъ по божiемъ нароженiемъ. 14 сътъ девятьдесятъ и 1 лѣто.
Известно о восьми экземплярах издания:
- два в Российской государственной библиотеке;
- два в Государственном историческом музее;
- два в Российской национальной библиотеке;
- один находился в собрании князя А. Я. Лобанова-Ростовского, местонахождение в настоящее время неизвестно;
- один в Санкт-Петербургском государственном университете, обнаружен в 1965 году Э. С. Смирновой у М. Н. Шонбиной, проживающей в дер. Заозерье Холмогорского района Архангельской области.